# Terror

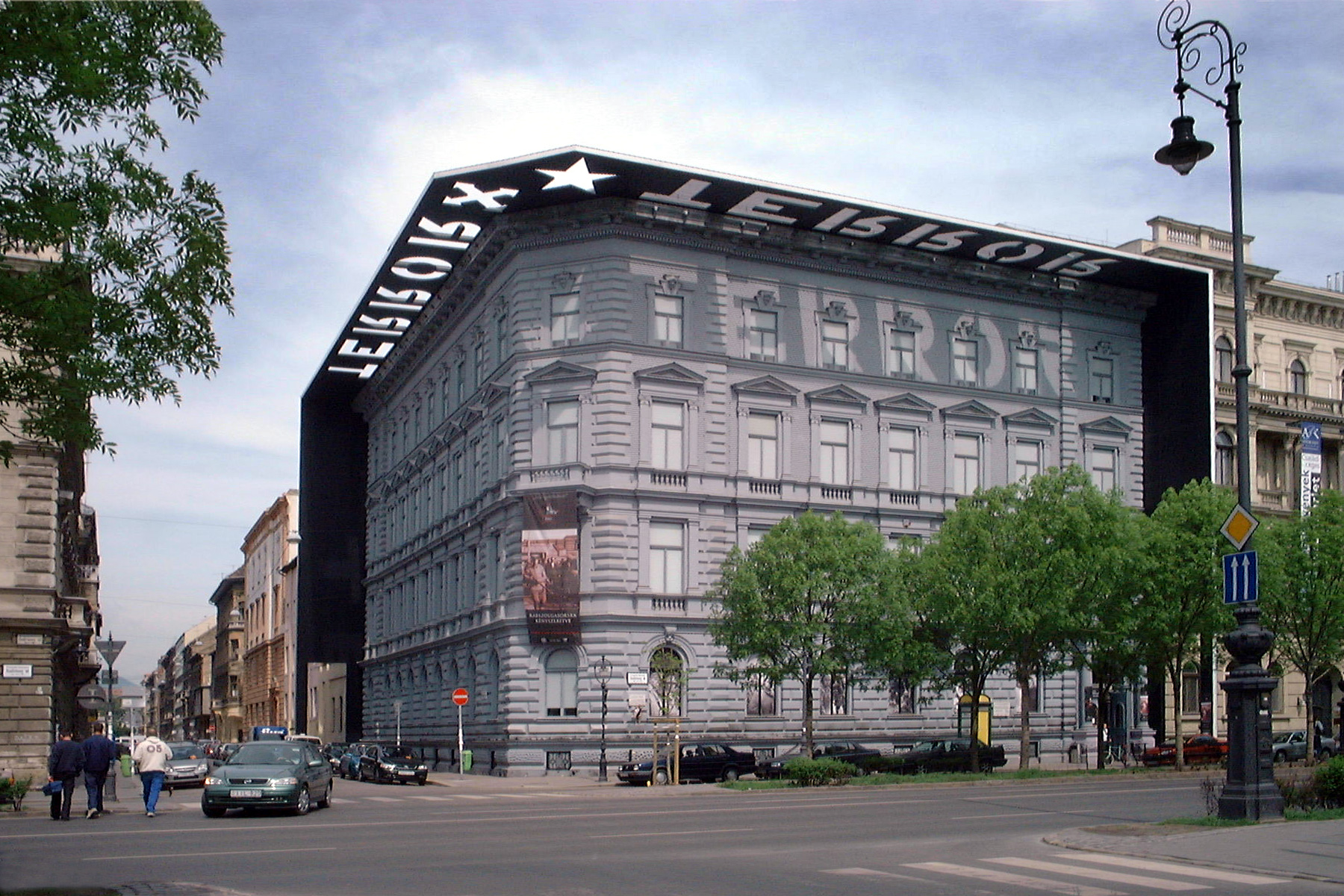
A Terror Háza Múzeum Budapesten

A terror (latinul formidilosus, terror = ijedtség, rettegés, rémület) a nyílt erőszak alkalmazása rémület, rettegés kiváltása céljából. Az erőszak gyakran a teljes fizikai megsemmisítésig megy. Ezzel a fogalommal illetjük az erőszakos, kíméletlen módszereket, eljárásokat, hatalmaskodást is.
Az államilag szervezett, intézményes terror, illetve a katonai terror a megfélemlítés rendszere és légköre, mint politikai eszköz (például a vörösterror vagy a fehérterror).

## Nevezetes példák a történelemből

### A francia forradalom két szakasza
Az első terror (1792. augusztus 10. és szeptember 20. között /fr. terreur/) a királyság bukása és a köztársaság létrejötte közötti időszakban alakult ki. Okai a poroszokkal szemben elszenvedett első vereségek, és megjelenési formái elsősorban a szeptemberi mészárlások voltak.
A második terror (1793. szeptember 5. és 1794. július 28. között) az „arisztokraták összeesküvése” ellen irányult: politikai (a gyanúsak elleni törvény), gazdasági (maximum), katonai (Houchard és Custine kivégzése) és vallási (a kereszténység elhagyásának hulláma) megnyilvánulásai voltak. Hatására eltávolították a girondistákat, és a Forradalmi Törvényszék elé juttatták a gyanúsnak nyilvánított személyek ezreit, közülük sokakat guillotine alá küldtek.
A terror nevében, amely ekkor még a demokrácia és az „erény” eszméihez szorosan kapcsolódott, a köztársasági „erély” biztosítékaként szabadult meg Robespierre a hébertistáktól, majd Danton híveitől (1794. március-április), és három hónapra bevezette a szükségtörvényhozást, amelyet néha a nagy terrornak is neveznek.
| „                        | A terror nem más, mint gyors, szigorú és hajthatatlan igazságtétel, ezért tehát voltaképpen az erény megnyilvánulása. | ” |
| – Maximilien Robespierre | |   |

| „                        | ...az erény, amely nélkül a terror végzetessé válik, s a terror, amely nélkül az erény tehetetlen. | ” |
| – Maximilien Robespierre | |   |

### Sztálini „nagy terror”
A Szovjetunióban 1937-38 közötti úgynevezett „nagy terror” időszakában Sztálin és az akkori belügyi népbiztos, Jezsov vezetésével államilag üldözték a kommunista párt ellenségeit. A volt kulákok, volt szovjetellenes pártok tagjai, volt cári hivatalnokok és az egyházak képviselői mellett a külföldi rokonsággal vagy ismerősökkel rendelkezők voltak a leggyanúsabbak. A terror kiterjedt a hadsereg és a nagyvállalatok vezetőire is, és a végül már a párton belül is állandósultak a leszámolások. Körülbelül 800 000 áldozatot követelt.

### Magyarországi példák

#### Nyilasterror
Az 1944. október 15-én a sikertelen kiugrási kísérletet követően a nyilasok átvették a hatalmat. Szálasi Ferenc totális diktatúrát vezetett be. Ennek egyik megjelenő eleme volt az a terror, amelyet a nyilasok és a nácik által megszállt területeken folytattak.
A nyilasuralom alig 4 hónapja alatt 65 000–70 000 ember halt meg a gettókban, a kivégzések során, illetve a haláltáborok felé vezető menetelés alatt.

#### Kommunista diktatúra
Rákosi Mátyás szovjet minta alapján, a belső ellenséggel való leszámolás címén kezdte meg a leszámolását. A nevével jelképezett korszakban az emberi jogok súlyos sérelmet szenvedtek. A koncepciós perekben kivégzettek száma száz és kétszáz fő közé tehető. További százezreket börtönöztek be, telepítettek ki, vagy egyéb büntetéssel sújtottak.
A korszak jellemzője volt (szintén sztálini mintára) a koncepciós perek. A leghíresebb a Rajk-per, illetve a Tábornokok pere.